# Ocupação alemã da Checoslováquia

Partição da Checoslováquia de 1938 a 1939

Após o Anschluss (anexação da Áustria pela Alemanha nazista) em março de 1938, a próxima ambição do líder nazista Adolf Hitler era a anexação da Tchecoslováquia. O pretexto alegado foi privações sofridas por populações de alemães étnicos que viviam nas regiões norte e oeste da fronteira da Tchecoslováquia e eram conhecidos coletivamente como  alemães dos Sudetos ou simplesmente "sudetos". Sua incorporação à Alemanha nazista iria deixar o restante da Tchecoslováquia impotente para resistir à ocupação posterior. A decisão para a tomada seguida da anexação da Tchecoslováquia foi decidida no dia 30 de setembro de 1938, numa reunião em Munique, onde se encontraram Hitler, Edouard Daladier, Mussolini e Arthur Chamberlain (um dos grandes mentores da anexação). A reunião decidiu a anexação para a "paz mundial". O nome do tratado para anexação foi: Pacto de Munique, que destroçou a soberania da Tchecoslováquia.

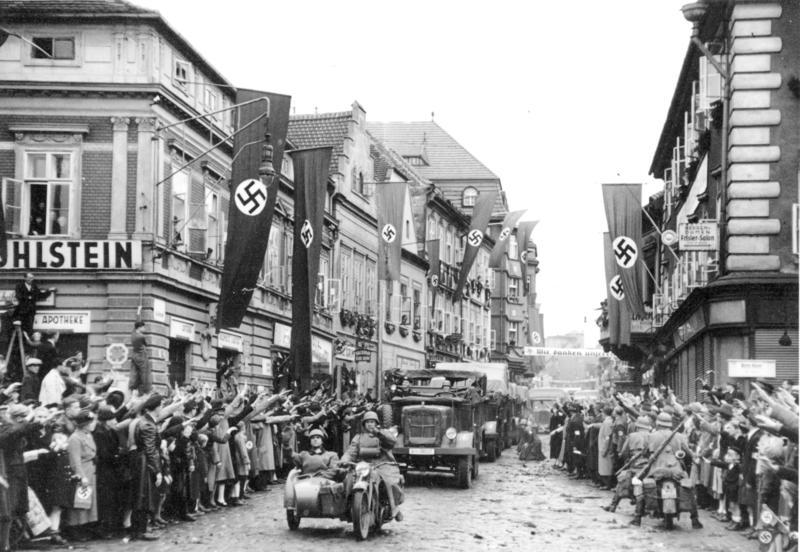
Tropas alemãs entram em Saaz (atual Žatec), na região dos Sudetos (1938)

Assim, a Tchecoslováquia durante a Segunda Guerra Mundial (período em que o país foi ocupado pelos nazistas), abrange essencialmente o período entre 15 de março de 1939 até 8 de maio de 1945. Em 15 de março de 1939, as tropas alemãs invadiram a Boêmia e a Morávia. A então jovem Tchecoslováquia não foi capaz de resistir aos invasores e foi ocupada durante um período de seis anos. Por um lado, o Protetorado da Boêmia e Morávia é praticamente anexado ao Terceiro Reich, por outro lado, a República Eslovaca seria um país independente, porém um Estado fantoche da Alemanha nazista, que não é ocupada pelas tropas alemãs.